# Anthony Allen Shore
Anthony Allen Shore (25 de junio de 1962 – 18 de enero de 2018) fue un asesino en serie estadounidense y abusador de menores responsable de los asesinatos de una joven y tres niñas. Operó desde 1986 a 1995, y era conocido como "El Asesino del Torniquete" debido a su uso de una ligadura con un cepillo de dientes o una vara de bambú para apretar o aflojar la ligadura. El instrumento era similar a un freno de nariz, una herramienta utilizada por los agricultores para controlar caballos, apretándoles el hocico.

## Vida
Shore nació el 25 de junio de 1962 en Rapid City, Dakota del Sur. Su padre era militar y la familia se mudaba a menudo debido a ello hasta que se asentaron en Houston, Texas. Tenía dos hermanas menores, Laurel y Gina. Sus padres se peleaban a menudo y ambos cometían infidelidades hasta que se divorciaron en 1976. Más tarde, Shore afirmó que su padre lo golpeaba y su madre abusó sexualmente de él a los trece años. Desde muy joven mostró un comportamiento antisocial, matando al gato de un vecino y acosando y molestando a compañeras de clase y, a veces, a las amigas más pequeñas de sus hermanas. Se casó en 1983 con Gina Lynn Worley, y tuvieron dos hijas. La pareja se acabó divorciando y en 1997 se casó en segundas nupcias con Amy Lynch, que luego solicitó el divorcio alegando abuso.

## Asesinatos y agresiones

### Laurie Lee Tremblai
La primera víctima conocida de Shore según su propia confesión, fue Laurie Tremblay, de 14 años, quien fue asesinada el 26 de septiembre de 1986. Tremblay caminaba hacia la escuela cuando fue atacada. Después de intentar asaltarla sexualmente, Shore estranguló a Tremblay. Su cuerpo fue arrojado detrás de un restaurante mexicano en Houston.

### María del Carmen Estrada
María del Carmen Estrada, de 21 años, fue asesinada el 16 de abril de 1992. Fue violada y estrangulada. Estrada era una inmigrante mexicana que trabajaba como niñera. El mismo día del asesinato, el cuerpo semidesnudo de Estrada fue encontrado en la parte trasera de un restaurante Dairy Queen.

### Selma Janske
El 19 de octubre de 1993, Shore ingresó a la casa de Selma Janske, de 14 años, luego la golpeó y la agredió sexualmente; sin embargo, no la mató, sino que en cambio huyó de la escena a pie.

### Diana Rebollar
Diana Rebollar, de 9 años, fue asesinada el 8 de agosto de 1994. Fue golpeada, agredida sexualmente y estrangulada. Vivía en el área de Heights, en Houston, al frente de un pequeño dúplex. El día de su muerte la vieron en una tienda de comestibles local. Los empleados la vieron salir de la tienda a salvo, pero nunca regresó a casa. Su cuerpo fue encontrado al día siguiente en un muelle de carga detrás de un edificio. Una pista para la policía fue dada por un vecino que describió una camioneta que frecuentaba el área. El crimen fue vinculado al caso de María del Carmen Estrada por el modus operandi del asesino: una cuerda con un palo de bambú atado fue encontrada alrededor de su cuello.

### Dana Sánchez
Dana Sánchez, de 16 años, fue asesinada el 6 de julio de 1995. Shore se ofreció a llevarla en su camioneta. Él le hizo avances, a los que ella se resistió; entonces fue estrangulada. Siete días después, una llamada telefónica anónima a una cadena televisiva de noticias local, hecha por Shore, dirigió a la policía a su cuerpo en un campo del condado de Harris.

## Investigación
La esposa de Shore, Amy Lynch, con quien se había casado en 1997 lo acusó ante las autoridades de abusar de sus hijas, lo acusaron de haberlas golpeado, violado y drogado. En 1998, Shore fue condenado por abusar sexualmente de sus dos hijas, Tiffany y Amber, y como resultado se le exigió que proporcionara a la policía una muestra de ADN. En el año 2000, los detectives sacaron el caso de María del Carmen Estrada de los archivos fríos, extrajeron pruebas de ADN de debajo de las uñas de Estrada, y recibieron un perfil genético completo. Los resultados no fueron inmediatamente comparados con los de Shore debido a problemas en el laboratorio. Como resultado de una auditoría, el laboratorio se cerró en 2002; sin embargo, algunas muestras, incluidas las tomadas de las uñas de Estrada, se enviaron a otro laboratorio para volver a realizar las pruebas. Los resultados no coincidieron sino hasta el 2003, lo que llevó al arresto de Shore por el asesinato de Estrada.
Once horas después de su interrogatorio, Shore confesó los asesinatos de María del Carmen Estrada, Diana Rebollar y Dana Sánchez. También confesó el asesinato en 1986 de Laurie Tremblay, de catorce años, y la violación en 1993 de otra niña de catorce años. Los detectives no tenían forma de relacionar el asesinato de Tremblay con los otros tres asesinatos porque Tremblay fue estrangulada solo con una ligadura. Cuando se le preguntó por qué cambió su método a usar un torniquete, Shore contestó: "porque me lastimé el dedo mientras mataba a Tremblay".

## Juicio y sentencia
A pesar de la confesión de Shore sobre los asesinatos de cuatro personas y la violación de otra, la fiscal Kelly Siegler decidió acusar a Shore solo por el asesinato de Estrada, porque contenía la evidencia más forense. Su juicio comenzó a finales de octubre de 2004. El jurado encontró a Shore culpable de asesinato capital. Durante la fase de sentencia, Selma Janske, la única víctima sobreviviente de Shore testificó. Después de menos de una hora de deliberaciones, el jurado recomendó la sentencia de muerte para Shore, que él mismo había pedido. Fue sentenciado a muerte el 28 de octubre de 2004.

## Ejecución

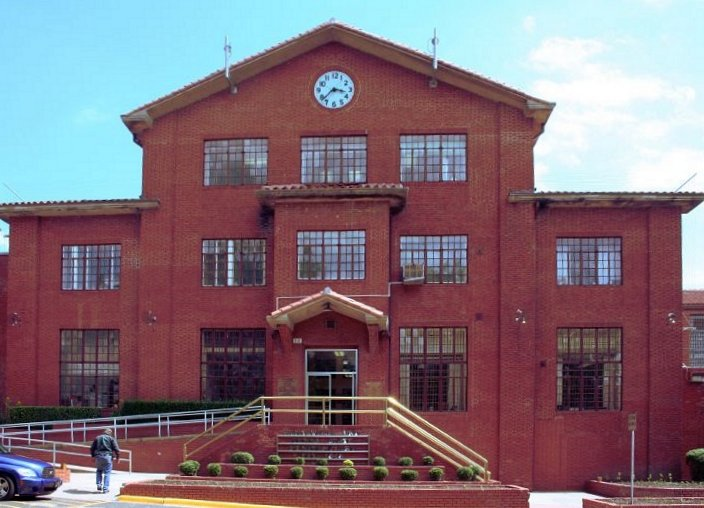
Unidad de Huntsville, donde se encuentra la cámara de ejecución de Texas.

El 18 de octubre de 2017 fue la primera fecha programada para la ejecución de Shore, pero fue postergada. Anthony Allen Shore fue ejecutado por inyección letal el jueves 18 de enero de 2018, a las 6:28 p. m. (CST), tenía 55 años. Fue la primera persona en ser ejecutada en los Estados Unidos en el año 2018.

Sus últimas palabras antes de comenzar la ejecución fueron:
"Me gustaría tomar un momento para decir lo siento. No hay tal cantidad de palabras que puedan deshacer lo que he hecho. A la familia de mis víctimas ojalá pudiera deshacer el pasado, pero es lo que es. Dios los bendiga, muero con la conciencia tranquila. He logrado la paz. Dios bendiga a todos hasta que nos volvamos a encontrar".